# War (canción de Linkin Park)
«War» —en español: «Guerra»— es una canción de la banda estadounidense Linkin Park. Es la quinta canción del álbum The Hunting Party.

## Trasfondo
"War" fue una demo que Chester Bennington trajo después de que Mike Shinoda le preguntara si tenía alguna canción con sonido punk. Se fue a casa y escribió la idea que se convertiría War en "unos 5 minutos".
Muy pocos cambios entre la versión de demostración de la canción y la pista que se encuentra en The Hunting Party, aunque una versión anterior de la canción hizo que Chester gritara "1-2-1-2-FUCK-YOU" en lugar de "1- 2-1-2-THANK YOU" que hizo en el álbum. Rob Bourdon también grabó la batería de "War" en una sola toma. Explicó: ""War" es una canción que está en vivo hasta el final, puro punk rock. Es una batería en bruto sin nada agregado, nada editado. Eso es realmente nuevo para nosotros, casi una toma completa. Completamente en vivo y sin tocar. Creo que usé el final de una toma diferente, pero eso es todo".
Brad Delson tuvo una experiencia similar con respecto a su solo en la canción, afirmando que "Hay un solo en "War" donde alguien me preguntó si escribí las partes. No creo que tenga el talento suficiente para escribirlas. Son sólo una expresión exuberante de la canción".
La outro es un sonido de archivo también presente en la serie de A&E de 2017 The Murder Of Laci Peterson (Temporada 1, Episodio 3).

## Versiones en vivo
El 13 de enero de 2015, Linkin Park publicó una foto de los ensayos de la gira norteamericana de 2015 con la leyenda "BBB ensayando una nueva canción". En la imagen, Brad estaba tocando un acorde de potencia G5 en una Fender Stratocaster con afinación estándar. Esto descartó todas las canciones de las listas de reproducción de Carnivores Tour, porque ninguna de ellas se toca con la afinación estándar, y todas las demás canciones de The Hunting Party que no se habían tocado en vivo en ese momento; con la única opción que queda siendo "War". Sin embargo, la banda nunca lo tocó en la gira norteamericana que comenzó el 15 de enero de 2015. En cambio, "From the Inside" y "A Place for My Head" se agregaron a la lista de canciones.